# Роан-Сен-Мари
Роа́н-Сен-Мари́ (фр. Roannes-Saint-Mary, окс. Roana de Sant Mari) — коммуна во Франции, находится в регионе Овернь. Департамент — Канталь. Входит в состав кантона Сен-Маме-ла-Сальвета. Округ коммуны — Орийак.
Код INSEE коммуны — 15163.
Коммуна расположена приблизительно в 450 км к югу от Парижа, в 120 км юго-западнее Клермон-Феррана, в 9 км к юго-западу от Орийака.

## Население
Население коммуны на 2008 год составляло 979 человек.
| 1962 | 1968 | 1975 | 1982 | 1990 | 1999 | 2008 |
| ---- | ---- | ---- | ---- | ---- | ---- | ---- |
| 748  | 780  | 756  | 928  | 939  | 908  | 979  |

## Экономика

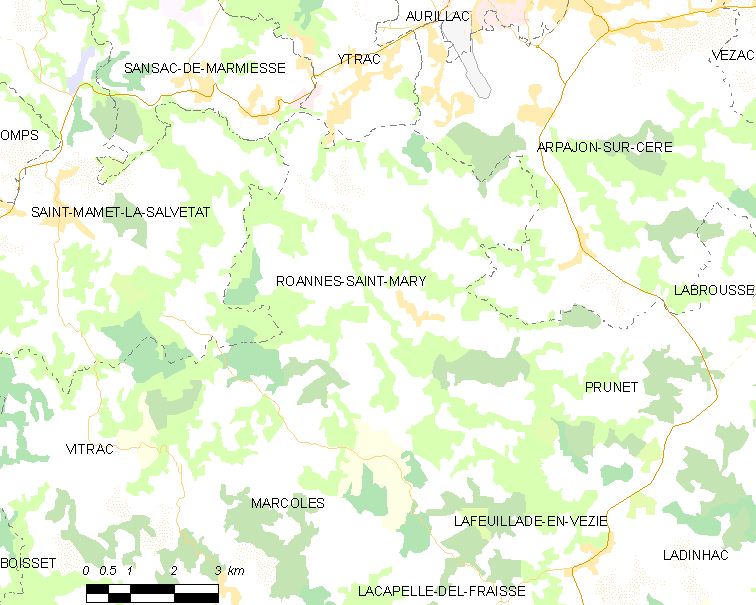
Карта коммуны

В 2007 году среди 593 человек в трудоспособном возрасте (15—64 лет) 455 были экономически активными, 138 — неактивными (показатель активности — 76,7 %, в 1999 году было 72,9 %). Из 455 активных работали 430 человек (249 мужчин и 181 женщина), безработных было 25 (2 мужчин и 23 женщины). Среди 138 неактивных 43 человека были учениками или студентами, 55 — пенсионерами, 40 были неактивными по другим причинам.